# Valsequillo (Córdoba)
Valsequillo es un municipio español de la provincia de Córdoba, Andalucía. En 2023 contaba con 356 habitantes. Su extensión superficial es de 122 km² y tiene una densidad de 3,06 hab/km². Se sitúa en la comarca del Valle del Guadiato, a una altitud de 581 metros y a 106 kilómetros de la capital de provincia, Córdoba. Es conocido por su entorno rural, su riqueza histórica y su tranquilo estilo de vida. Rodeado de un paisaje de montañas y valles, Valsequillo ofrece un ambiente propicio para el turismo rural y las actividades al aire libre, como el senderismo y la observación de fauna.
A lo largo de su historia, Valsequillo ha sido testigo de la influencia de diversas culturas, desde los romanos hasta la época musulmana, que han dejado un legado arquitectónico y cultural significativo en la zona.
Con su carácter acogedor y un entorno natural de gran belleza, Valsequillo se ha convertido en un lugar ideal para quienes buscan desconectar del bullicio urbano y disfrutar de la tranquilidad y la autenticidad de la vida rural andaluza.

## Toponimia
La actual población, que data del siglo XVI, sebe su nombre al lugar donde se ubica. Su topónimo está formado por la unión de dos palabras: por un lado, val (apócope de valle), término que suele usarse en las composiciones de topónimos y que hace referencia a una depresión en el relieve de la zona o a un cauce por donde corre el agua; y por otro, sequillo (diminutivo de seco), que posiblemente esté en relación con la escasez de agua existente hace varias centurias en este lugar.

## Historia

### Edad Antigua
Valsequillo se encuentra a unos 15 kilómetros al nordeste de Fuente Obejuna, sede de la antigua ciudad de Mellaria, en cuyo territorio se integraría. En la sierra cordobesa sólo tenemos constancia de la existencia de tras ciudades íbero-romanas: Solia, que ocuparía el sector este de Los Pedroches; Baedro, en su sector occidental y Mellaria (Cerro Masatrigo, Fuente Obejuna), en la ruta que conectaba Corduba con Metellinum (Medellín) y Emérita (Mérida). La frontera entre estas dos últimas ciudades, Baedro y Mellaria, aún no se ha definido con exactitud, pero las inscripciones alusivas a mellarienses y baedronenses coinciden a la altura de Belalcázar e Hinojosa del Duque, lo que hace suponer que en las proximidades de esta vía debió encontrarse el límite entre ambas ciudades. Esto hace depender a Valsequillo, prácticamente sin lugar a dudas, de la ciudad de Mellaria.
Por todo este sector serrano han aparecido restos que denotan una fuerte actividad minera, a la que aluden con frecuencia las fuentes escritas de época romana. La proximidad de la vía Corduba-Metellinum favorecería el transporte de los metales extraídos, que marcharían principalmente en dirección a Corduba, la capital provincial.

### Edad Media
La población de Valsequillo parece originaria del siglo XVI; existió durante el siglo XV únicamente en forma de venta emplazada en el camino de Fuente Obejuna a Belalcázar. Durante el período islámico, en su término se registra la ocupación del llamado por las fuentes cristianas de los siglos XIV y XV "castillo de Aljozar". Los restos de este castillo, en el que se conservan algunos lienzos de muro y cerámica árabe en su superficie (especialmente tejas curvas y vidriados verdes), son hoy visibles en el extremo noroccidental de la Sierra del Torozo, que fue conocida durante la Baja Edad Media precisamente como Sierra de Aljozar.
Su término estuvo poblado por fauna salvaje, según testimonia el Libro de la montería de Alfonso XI, redactado a mediados del siglo XIV, y que cita las sierras del Patudo (actual Patuda) y de Alioza (Aljozar, actual Torozo) como cazaderos de osos. Esas masas forestales serían también empleadas en la obtención de leña, carbón, corteza, instalación de explotaciones colmeneras y caza de animales salvajes (conejos, zorros, ginetas) cuyas pieles serían posteriormente utilizadas en la industria cordobesa del cuero.
Partes del mismo serían atravesadas por cañadas de ganado mesteñas que, como en el caso de Los Blázquez y La Granjuela, proporcionaban a la zona una de sus principales riquezas económicas.

### Edad Moderna
Valsequillo forma parte del conjunto de aldeas dependientes de las jurisdicción de Fuente Obejuna que se configuran en la primera mitad del siglo XVI. La necesidad de asistencia espiritual a los habitantes de estos núcleos de población impulsa al prelado de la diócesis de Córdoba, don Leopoldo de Austria, a poner en marcha un plan de acción pastoral en el que participan discípulos de San Juan de Ávila.
Entre los nuevos templos que se levantan se encuentra el de Valsequillo, cuyas características resultan bien conocidas gracias a una pormenorizada descripción del visitador general del obispado fechada en el año 1589, que se transcribe por su indudable interés: "Luego visitó el cuerpo material de la dicha iglesia y halló que tenía mal techo de cañas y de madera rolliza y asimismo entro en la capilla baptismal, la cual era muy angosta y baja, el techo de la misma manera, una pared de la abierta por dos partes con peligro de caerse, en el techo de la iglesia encima de la puerta de la descubierto un pedazo pequeño sin tejas por donde se llueve".
La sencilla iglesia, puesta bajo la advocación de Nuestra Señora de la Concepción, carecía de retablo, y el representante de la autoridad diocesana ordena en el citado año que se encargue "un paño de guadamecí que sirua de retablo, un poco más ancho quel altar, a medida de la pared, en el qual se pinte un cristo y sant juan y la magdalena a los lados".
El estudio de la trayectoria demográfica de Valsequillo tiene como punto de partida el censo realizado en el año 1589, que arroja un total de 40 vecinos, equivalentes a 160 personas aproximadamente. El aumento de los efectivos humanos en el último tercio del siglo XVI contrasta con la crisis de la centuria siguiente, debido a la mortalidad originada por las epidemias que azotan la población. En el siglo XVIII asistimos a una recuperación y posterior expansión que se traduce en un aumento considerable del vecindario. Una prueba elocuente viene dada por el censo del año 1781, en el que figuran 1.503 habitantes, registrándose un equilibrio cuantitativo de ambos sexos: 540 varones y 513 mujeres.
La economía se caracteriza por una evidente ruralización, debido al enorme peso del sector agropecuario, mientras que las actividades artesanales y mercantiles son prácticamente inexistentes. Ello determina la estructura social, integrada casi exclusivamente por jornaleros y pequeños labradores y ganaderos que, por lo general, viven en condiciones precarias.
Entre las manifestaciones de religiosidad popular cabe destacar el arraigo de algunas advocaciones locales como el Cristo de la Expiración y el entusiasmo que despiertan las predicaciones. En el segundo cuarto del siglo XVIII realiza una misión en la aldea el monje basilio padre Juan Agustín Borrego, afamado orador.
Las manifestaciones culturales están reducidas a la mínima expresión. Sin embargo, llama la atención que a lo largo de la segunda mitad del siglo XVIII encontramos tres estudiantes, nacidos en Valsequillo, en el prestigioso colegio de la Asunción de Córdoba. En septiembre del año 1755 ingresa Pedro Capilla, quien, tras aprobar tres cursos de filosofía, marcha a Granada a estudiar derecho. En el año 1755 toma posesión de la beca, Bartolomé Capilla, que realizará tres años de filosofía y cuatro de teología, opositando después a las rectorías de las parroquias de El Salvador y San Nicolás de la Exerquía de Córdoba. Por último, en el año 1796 es admitido Manuel Ruiz Conejo, quien recibe enseñanzas de filosofía y teología.

### Edad Contemporánea
Valsequillo depende del concejo de Fuente Obejuna durante toda la Edad Moderna hasta que en el año 1817 se independiza junto a otros núcleos (Los Blázquez, La Granjuela, Los Prados y Esparragosa), constituyendo el municipio de las Cinco Aldeas, cuyo ayuntamiento se establece precisamente en Valsequillo.
Durante esta etapa histórica se produce el desarrollo administrativo autónomo de Valsequillo, ya que pasa a formar parte de Cinco Aldeas a adquirir su propia independencia como municipio en el año 1842, al igual que les ocurre a Los Blázquez y La Granjuela, mientras que las otras dos aldeas (Los Prados y Esparragosa) desaparecieron. Durante el siglo XIX, Valsequillo conoció una dependencia casi absoluta de la producción agroganadera. Tan sólo ciertos telares de lienzo y alguna tahona pudieron certificar cierta diversificación (por lo demás muy escasa) en el sistema productivo local. n 1868 el ferrocarril llegó al municipio con la inauguración de la línea Almorchón-Belmez, que contó con su propia estación en Valsequillo.
Durante la Guerra Civil, Valsequillo y La Granjuela quedaron hasta junio de 1938 dentro de la zona republicana. Con la caída del Frente de Córdoba, hacia el 15 de junio de 1938, Valsequillo y La Granjuela pasaron a manos franquistas. A resultas de la batalla, el pueblo quedó devastado. El parte de guerra franquista del 17 de junio de 1938 habla de 602 víctimas en los tres últimos días en el sector de Peñarroya del Frente de Córdoba, así como 480 detenidos y abundante munición y armas recuperadas.
Hacia el final de la Guerra Civil, el 28 de marzo de 1939, el municipio entero fue vallado por las tropas franquistas para ser utilizado como campo de concentración. La orden partió de Queipo de Llano. El humorista Miguel Gila ha narrado en su autobiografía Y entonces nací yo su paso por este lugar, encuadrado en un batallón de trabajadores esclavos que se dedicaban a rehabilitar las vías férreas. Las condiciones de internamiento fueron penosas, con una comida al día en los primeros meses compuesta tan solo por una onza de chocolate, dos sardinas en aceite y un par de higos secos. Existe documentación que prueba el ofrecimiento gratuito de prisioneros a la compañía ferroviaria MZA, por parte del jefe del campo, para explotarlos en labores de construcción y mantenimiento. El recinto habría sido desmantelado en junio de 1939. El emplazamiento ha sido declarado lugar de la memoria por la Junta de Andalucía.

## Gobierno Municipal

### Alcaldes y Alcaldesas  (desde 1979)
| Período           | Nombre                        | Partido |
| ----------------- | ----------------------------- | ------- |
| 1979 – 2015       | Pedro Antonio Barbero Arévalo | PSOE    |
| 2015 – 2021       | Francisco Rebollo Mohedano    | PSOE    |
| 2021 – 2023       | María Jesús García Nieto      | PSOE    |
| 2023 – Actualidad | Ana María Sánchez Rosa        | PP      |

## Heráldica municipal
Por orden de la Consejería de Gobernación de 17 de marzo de 1986, es su escudo cortado; en el primer cuartel, de plata, la cruz de Calatrava; en el segundo, de azur, la abeja de oro. Al timbre, corona real cerrada.
La explicación y génesis está en su pertenencia en su día de la orden de Calatrava (primer cuartel) y a la villa matriz de Fuente Obejuna (segundo cuartel).
Fue suprimida una bordadura con castillos y leones, armas del reino de Córdoba, pues por poder resultar común a otros escudos de la provincia de Córdoba, carecería del propósito diferenciador entre unos y otros concejos.

## Geografía
En su subsuelo dominan los materiales primarios y devónicos: pizarras, conglomerados y areniscas en los llanos, con islotes graníticos o volcánicos; cuarcitas en las cumbres de dirección herciniana noroeste-sureste, y rañas pilocuaternarias en los piedemontes. El pueblo se sitúa en un sinclinal de topografía llana, entre los 500 y 600 metros, y suelos arcillosos profundos. Al sur se cierra éste con alineaciones cuarcíticas de hasta 800 metros (La Morata, Los Castillejos, El Perú, etc) y también al norte (sierra del Torozo, Mesegaram Trapera, etc). El clima es mediterráneo subtropical, muy continentalizado.
Su población es regresiva, con 556 habitantes en el año 1991, menos de la mitad de su máximo demográfico del año 1950, con 1.999 habitantes, antes del descenso provocado por el éxodo rural y la crisis minera del plomo.
El núcleo urbano quedó deteriorado con la Guerra Civil por ser zona de frente, hasta su reconstrucción en la postguerra por la Comisaría de Regiones Devastadas, con casas blancas unifamiliares parecidas a las de los poblados de colonización. Su plano, de línea regulares, no refleja por ello la estructura antigua. Una plaza ajardinada, con el Ayuntamiento y la iglesia, marca el eje ordenador del conjunto.

## Demografía
Valsequillo cuenta con una población de 362 habitantes (INE 2024).
| Gráfica de evolución demográfica de Valsequillo entre 1842 y 2021                                                   |
| |
| Población de derecho según los censos de población del INE Población de hecho según los censos de población del INE |

## Patrimonio arquitectónico

### Arquitectura religiosa

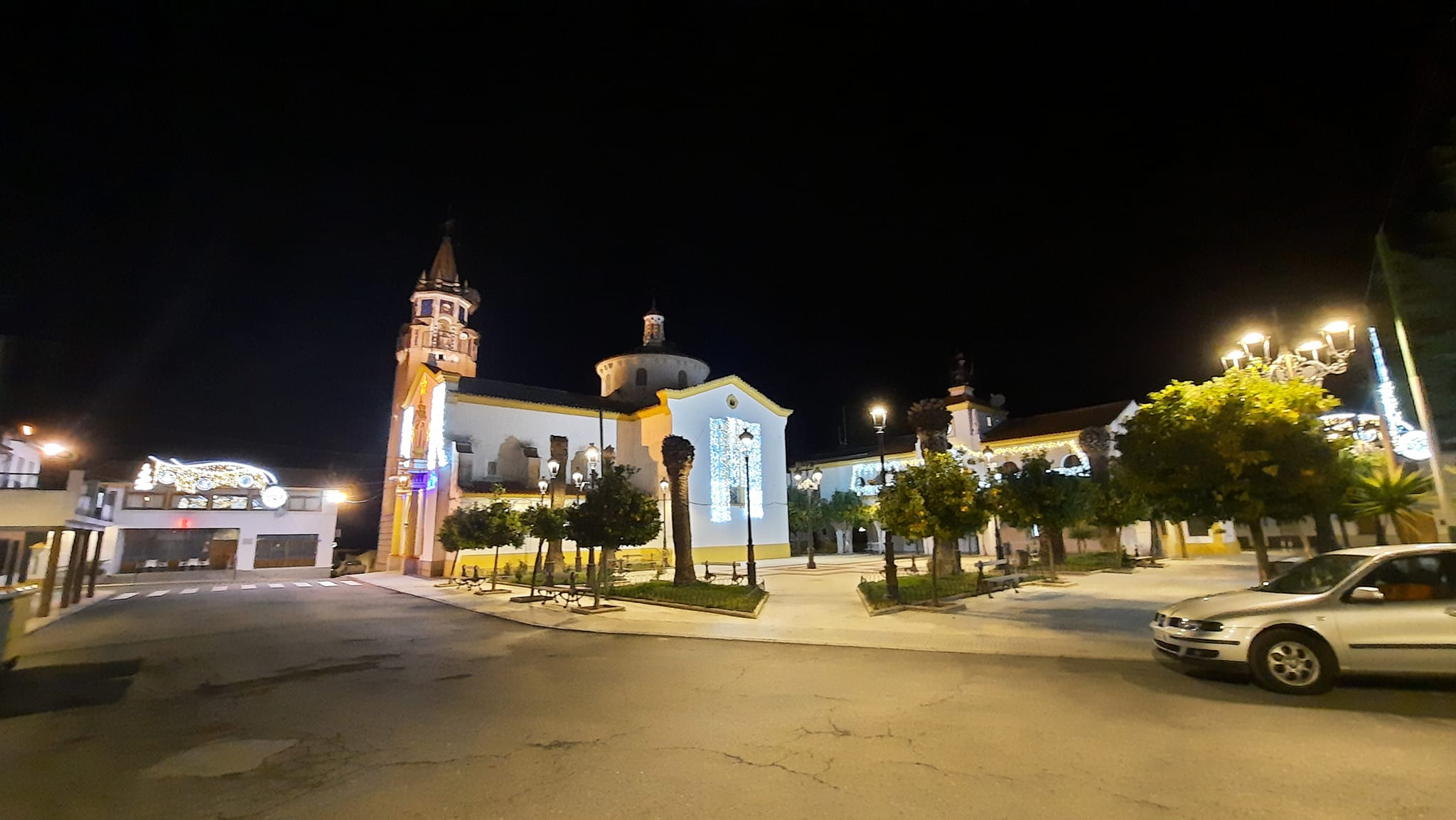
Plaza de la Constitución.

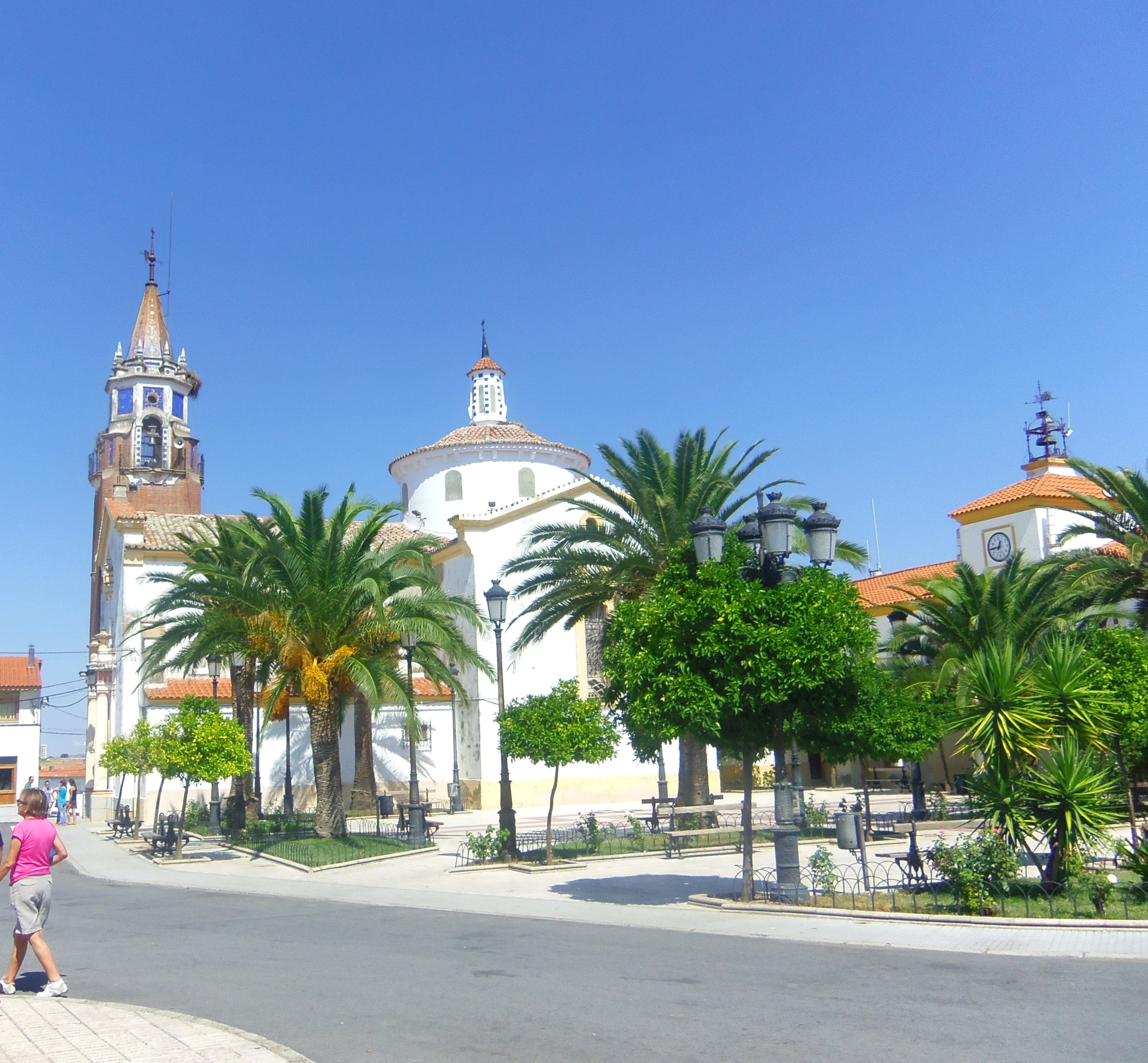
Iglesia de la Inmaculada Concepción.

Valsequillo se embellece con la parroquia de la Inmaculada Concepción, templo de digna y cuidada arquitectura que se construyó en la década de 1950 por el organismo estatal de Regiones Devastadas, según proyecto de los arquitectos Daniel Sánchez Puch y Ángel Marchena. Su interior, a lo neoclásico, se ajusta a un plan de cruz latina, marcando sus tramos columnas jónicas, que se duplican en los machones del crucero, sobre cuyo tramo central voltea una cúpula. 
La cabecera se hace poligonal y también se articula con columnas, aunque aquí se impone un neobarroco en las portadas laterales. Si el interior es solemne, no menos es lo exterior, donde se alza una hermosa fachada con portada bien compuesta, que incluye columnas acanaladas. 
Junto a ella, queda la torre, de ladrillo rojizo, rematada en cuerpo de campanas octogonal y chapitel con agujas a su alrededor, todo ello decorado con azulejos azules. Así pues, se impone al exterior un conjunto neobarroco, característico de la arquitectura regionalista de Sánchez Puch.
Esta parroquia, ha sido sometida a restauración en el año 2022

### Arquitectura civil
Dentro de este pueblo tan marcado por la arquitectura de Regiones Devastadas, hay que destacar el edificio del Ayuntamiento, que data del año 1949. Forma un bello conjunto con la parroquia, asomando a la plaza con un característico pórtico inferior.
Tras la Pandemia, y aprobada en el mandato socialista del alcalde Francisco Rebollo, se inició la remodelación completa de la "Plaza de la Constitución" que actuaba como punto neurágico de la ciudad. No fue finalizada hasta el mandato de la alcaldesa Mª Jesús García, pero inaugurada oficialmente por la actual alcaldesa Ana Sánchez. La anterior plaza, constaba de multitud de vegetación como palmeras, rosales o cipreses. La actual derriba todo elemento natural, y dibuja en el suelo con piedras en modo de mosaico el escudo de la villa.

## Escultura
La Guerra Civil arruinó el patrimonio escultórico local, que, aunque de escada entidad, contó con varias imágenes, alguna tan devota como la de Jesús de la Expiración, que, al decir de Ramírez y de las Casas-Deza, era muy venerada por las gentes de la comarca. La Comisaría de Regiones Devastadas, al entregar la iglesia nueva en los años 1950´s, dejó en ella dos retablos. De éstos, el del presbiterio se desmontó a raíz de una reforma litúrgica emanada del Concilio Vaticano II, por lo que sólo permanece el ubicado en el lado de la epístola del crucero. Se trata de un altar de gusto neoclásico, similar al que preside la iglesia de La Granjuela y que, como éste, parece fruto de una remodelación en la que se han integrado algunos elementos procedentes de retablos antiguos, tales como columnas de orden compuesto que flanquean la hornacina que alberga la efigie de la Inmaculada, advocación mariana a la que está dedicado el templo. Las imágenes son de producción seriada, con excepción del candelero de la Virgen de los Dolores, que es obra de los años 1950´s y de escaso interés.

## Gastronomía
En Valsequillo, como sucede en los demás pueblos de su entorno, la gastronomía tradicional está basada en productos derivados del cerdo, ya que se continúa haciendo la matanza casera, que antiguamente constituía la base de la alimentación familiar durante casi todo el año, y ahora es un complemento importante del menú, que permite seguir disfrutando del exquisito sabor de morcillas, chorizos y jamones hechos y curados según la tradición. Valsequillo presenta como peculiaridad un tipo de embutido más típico de la zona de Los Pedroches que del Valle del Guadiato; se trata del relleno, hecho a base de jamón añejo, paleta fresca y huevo cocido.
Otro animal que sirve de base a numerosos platos es el cordero, preparado bien en caldereta o simplemente en chuletas asadas a la brasa. La fabricación de quesos de oveja va desapareciendo, y en la actualidad se tiende a elaborarlos con leche de vaca.
Las aves de corral, que tradicionalmente se criaban en todas las casas, han servido para preparar diferentes platos con carne de pollo o gallina, entre los que cabe señalar la sopara dorada, hecha de gallina, pan, ajo y huevo batido.
La dulcería típica de Valsequillo es similar a la de los demás pueblos de alrededor, con productos como las flores, los pestiños, las perrunillas, los roscos, las magdalenas y, sobre todo, los fideos, dulces hechos con harina, huevo, aceite y miel, que se presentan en tiras largas y finas que luego se van cortando y pasando por miel caliente.
Muy popular también en el municipio, son las patatas bravas, y el lechón.